# Johann Heinrich Kaltenbach
Johann Heinrich Kaltenbach (Keulen, 30 oktober 1807 - Aken, 20 mei 1876), was een Duitse natuurwetenschapper en entomoloog vooral geïnteresseerd in schadelijke soorten. Hij was leraar in Aken.

## Werken
- Monographie der Familien der Pflanzenläuse (Phytophthires) ; Aken, in de Commissie der Roschütz'schen Buchandlung (1843) - Monografie over families van bladluizen.
- Die deutschen Phytophagen aus der Klasse der Insekten. Fortsetzung. Alphabetisches Verzeichniss der deutschen Pflanzengattungen (Buchstabe B). Verh. Naturforsch. Ver. Preuss. Rheinl. Westfalens 15: 77-161 (1858)..
- Die Pflanzenfeinde aus der Klasse der Insekten. Ein nach Pflanzenfamilien geordnetes Handbuch sammtlicher auf den Einheimischen Pflanzen bisher beobachteten Insekten zum Gebrauch fhr Entomologen, Insektensammler, Botaniker, Land- und Forstwirthe und Gartenfreunde. Hoffman, Stuttgart. viii + 848 p ([1872]) Uitgegeven in 3 delen..; hoewel gedateerd 1874 op de cover, p. 1-288 werd het gepubliceerd in 1872.

Op het gebied van plantkunde, was Kaltenbach de auteur van Flora des Aachener Beckens (Flora van het Aachen bekken), een boek waarin hij bijna 800 fanerogamen (zaadplanten) identificeert. 
De standaard auteur afkorting Kaltenb. wordt gebruikt om Kaltenbach als auteur aan te geven bij het citeren van een botanische naam.
- Author citation (botany): Kaltenb.
- Gemeinsame Normdatei: 121488136
- International Standard Name Identifier: 0000 0000 8351 5894
- Library of Congress Control Number: no2005049872
- Nationale Bibliotheek van Israël: 987007294363705171
- Nationale Bibliotheek van Polen: a0000002440894
- Nederlandse Thesaurus van Auteursnamen: 071960716
- Système universitaire de documentation: 069041652
- Virtual International Authority File: 3328903
- WorldCat: E39PBJhH6m96xmJFRpr8TrV3cP